# 波美拉尼亞的艾爾茲別塔·瑪格達列娜
波美拉尼亞的艾爾茲別塔·瑪格達列娜（波蘭語：Elżbieta Magdalena pomorska，1580年6月14日—1649年2月23日），庫爾蘭公爵夫人，波美拉尼亞公爵恩斯特·路德維克的女兒。

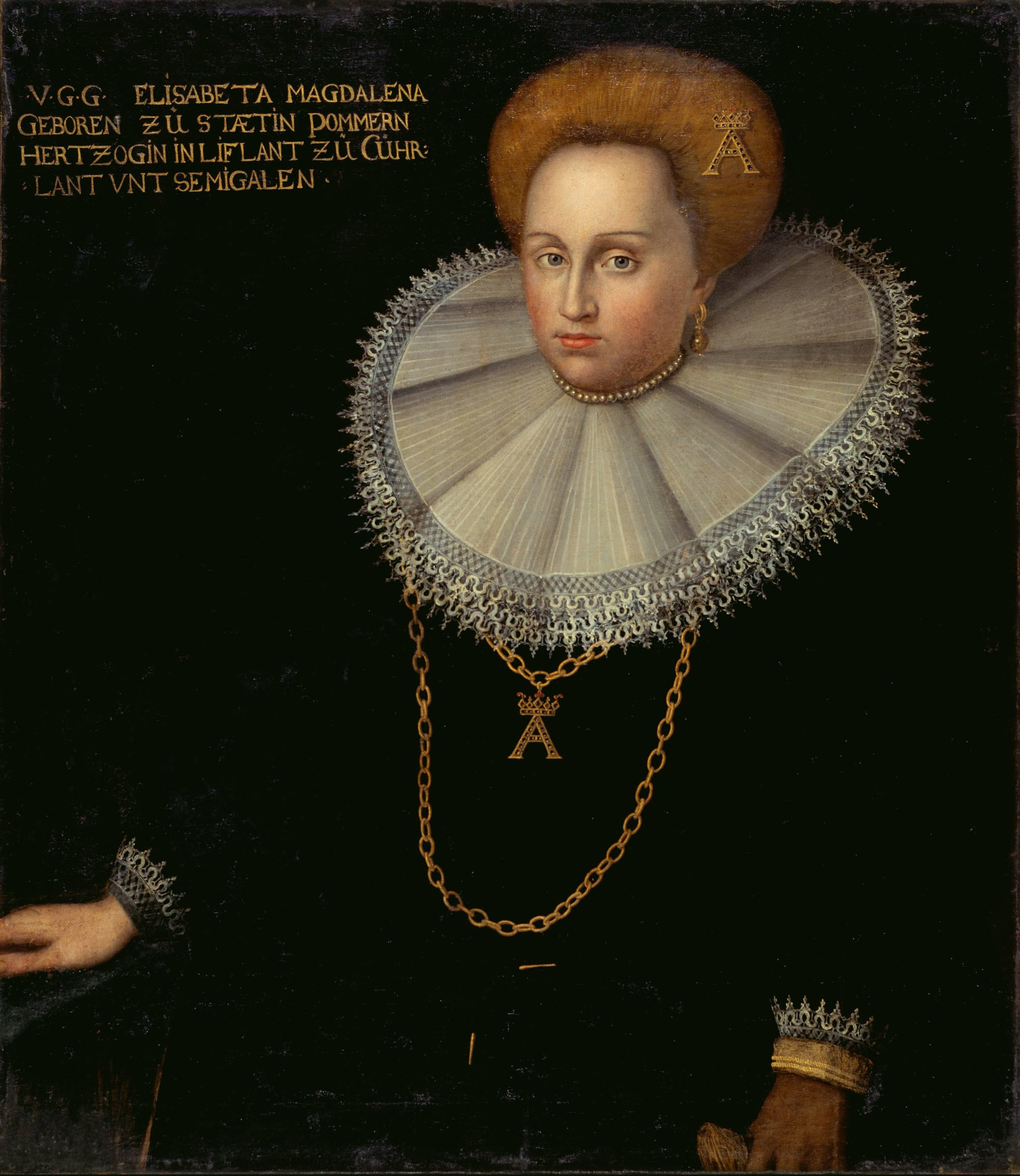
艾爾茲別塔·瑪格達列娜

1600年，艾爾茲別塔·瑪格達列娜與庫爾蘭公爵腓特烈·克特勒結婚，兩人沒有子女。